# المتسابق الحوت
المتسابق الحوت هو فيلم من نوع قصة البلوغ ودراما مقتبس، أُصدر في 9 سبتمبر 2002. الفيلم من إنتاج South Pacific Pictures ‏، وهو من إخراج وسيناريو نيكي كارو.

## القصة
تقع أحداث الفيلم في نيوزيلندا.

## طاقم التمثيل
- ريتشيل هاوس
- كليف كورتس
- كيشا كاسل هيوز
- راوارا باراتيني
- تامي ديفيز

## الإنتاج
موسيقى الفيلم التصويرية كانت من تأليف ليزا جيرارد.

## وصلات خارجية
- المتسابق الحوت على موقع IMDb (الإنجليزية)
- المتسابق الحوت على موقع ميتاكريتيك (الإنجليزية)
- المتسابق الحوت على موقع روتن توميتوز (الإنجليزية)
- المتسابق الحوت على موقع ألو سيني (الفرنسية)
- المتسابق الحوت على موقع Turner Classic Movies (الإنجليزية)
- المتسابق الحوت على موقع أول موفي (الإنجليزية)
- المتسابق الحوت على موقع بوكس أوفيس موجو (الإنجليزية)
- المتسابق الحوت على موقع فيلمافينيتي (الإسبانية)
- المتسابق الحوت على موقع قاعدة بيانات الأفلام السويدية (السويدية)
- المتسابق الحوت على موقع قاعدة بيانات الفيلم (الإنجليزية)